# Termoterapia interstiziale laser
La termoterapia interstiziale laser (LITT) o percutanea (PLA) delle lesioni neoplastiche è un'applicazione mini invasiva della Terapia Termoablativa Laser e rappresenta un'attraente alternativa alla resezione chirurgica per il trattamento di pazienti con malattie localizzate, come i tumori.
La luce laser offre un mezzo eccellente per indurre un aumento locale di temperatura nel tessuto, che può essere impiegato per la terapia oncologica. L'energia luminosa viene assorbita dal tessuto e convertita in calore. La luce può essere focalizzata all'interno di fibre ottiche sottili (21-22 Gauge); queste possono essere inserite in profondità nella massa tumorale, o in cavità naturali del corpo, in modo minimamente invasivo. L'obiettivo è quello di distruggere il tessuto tumorale attraverso la coagulazione termica. La durata del trattamento è tipicamente di 15-30 minuti. La coagulazione è indicata dal visibile sbiancamento del tessuto ed è definita come l'alterazione irreversibile, indotta termicamente, delle proteine cellulari e di altre molecole biologiche.

## Storia
La prima termoablazione laser interstiziale fu eseguita da Brown nel 1983 per il trattamento di una metastasi cutanea da carcinoma broncogeno. Introducendo una fibra all'interno della lesione ed utilizzando una potenza d'uscita di 20 W per 10 secondi, egli ottenne un'area di necrosi circondata da un anello di tessuto ancora vitale. Già nel 1987 Brown fu in grado di trattare 34 pazienti affetti da tumore all'esofago, impiegando un laser Nd: YAG con lunghezza d'onda di 1064 nm e di lì a poco ipotizzò una estensione della metodica anche ad altri distretti, quali il fegato, il pancreas, la mammella. La tecnica di termoablazione laser interstiziale suscitò l'interesse di buona parte della comunità scientifica, poiché in grado di produrre precise, ben definite e riproducibili aree di necrosi, tant'è che dagli anni novanta si assiste ad un'esplosione di pubblicazioni e studi al riguardo. Nel 2000 fu il Prof. Pacella ad aprire la strada anche al trattamento dei noduli tiroidei e a dimostrarne l'applicabilità, e da allora sono molti i medici ed i centri che hanno sperimentato la validità della tecnica, portando ad oggi alla detenzione di una casistica molto ampia. Risale al 2002 la più ampia casistica, prodotta da Vogl, di pazienti affetti da patologia maligne del fegato trattati tramite PLA: 899 pazienti per un totale di 2520 lesioni.

## Interazione della luce con i tessuti
Per il riscaldamento non-selettivo viene utilizzata comunemente la luce nel vicino infrarosso, la quale penetra più profondamente nel tessuto rispetto ad altre.
La luce è un flusso di fotoni, ciascuno dei quali trasporta una quantità finita di energia. I fotoni si muovono in tutte le direzioni ed interagiscono con il tessuto per assorbimento e diffusione. L'assorbimento determina la fine della propagazione. La maggior parte della luce assorbita è convertita in calore, che aumenta la temperatura del tessuto, provocandone la coagulazione. La diffusione devia la luce dalla direzione originale di volo, preservando l'energia del fotone. 
I componenti del tessuto che assorbono la luce sono chiamati cromofori. Esempi di cromofori importanti nella regione visibile e del vicino infrarosso dello spettro sono l'emoglobina del sangue e la melanina della pelle. L'assorbimento della luce da parte del sangue dipende dall'ossigenazione. Più in là, nell'infrarosso, l'acqua è l'assorbente dominante. La figura 1 mostra lo spettro di assorbimento dell'emoglobina ossigenata (HbO2), della DOPA-melanina e dell'acqua.
L'ulteriore riscaldamento di un mezzo già coagulato determina la formazione di tessuto carbonizzato e successiva diminuzione della penetrazione della luce. Per questa ragione le dimensioni delle lesioni indotte presentano un plateau.
Al massimo l'asse maggiore della lesione ellittica prodotta da una singola fibra raggiunge dimensioni di 1.5/1.8 cm, pertanto per lesioni più grandi è stata proposta un'applicazione simultanea di più fibre. Le singole lesioni termiche indotte da ciascuna fibra, per un meccanismo di coalescenza, confluiscono in una lesione più grande che raggiunge anche i 4 cm nel fegato umano. Per ottenere risultati soddisfacenti è necessario che le fibre sia posizionate in modo che il rapporto spaziale fra loro sia costante, preciso e predefinito in rapporto alla potenza usata e all'energia totale che deve essere ceduta. 
L'aumento del volume della lesione può inoltre essere ottenuto mediante una tecnica di pull-back in cui le fibre sono indietreggiate di una quantità nota ed un secondo trattamento prima di procedere ad un secondo trattamento. 

## Monitoraggio del trattamento
Il monitoraggio non invasivo con una tecnica di imaging diagnostico (Ultrasuoni, TC, Risonanza Magnetica) consente di controllare il trattamento e di conoscere in tempo reale sia il corretto posizionamento degli aghi che l'effettiva estensione della necrosi prodotta.
UltrasuoniAttraverso il monitoraggio con ultrasuoni è possibile localizzare la lesione tumorale e posizionare correttamente in tempo reale gli aghi e di conseguenza le fibre ottiche per effettuare l'ablazione. Durante il trattamento si osserva una trasformazione della zona trattata in area ecogena che aumenta progressivamente di volume nel tempo consentendo la valutazione dell'area di necrosi prodotta. Inoltre, con l'introduzione nella pratica clinica del mezzo di contrasto a microbolle, questa tecnica diagnostica è diventata ancora più efficace, permettendo di identificare con maggiore precisione i particolari della zona esplorata. Il mezzo di contrasto aiuta anche a stabilire se ci siano residui tumorali immediatamente dopo la procedura, e ciò consente di completare il trattamento durante la stessa sessione.
Tomografia assiale computerizzataUtile per il posizionamento delle fibre nella lesione tumorale, la tomografia assiale computerizzata richiede però più tempo ed è più costosa rispetto alla guida ecografica. Il suo utilizzo è sconsigliabile per quanto riguarda il monitoraggio in tempo reale del trattamento di termoablazione a causa della lunga esposizione alla dose di radiazioni a cui verrebbe sottoposto il paziente. Per la valutazione dell'efficacia del trattamento la TAC con somministrazione del mezzo di contrasto è molto efficace ed affidabile ed il tempo ottimale per eseguire l'esame dopo il trattamento varia da 1 a 4 giorni. Il tessuto ablato appare come un'area ipodensa, i cui margini risultano netti e ben differenziabili dal tessuto sano ed eventualmente dal tessuto tumorale residuo ancora vitale.
Risonanza magneticaLa RM ha dei vantaggi rispetto agli US e alla TAC, ma può essere usata solo quando sia disponibile un sistema a magnete aperto, che permetta all'operatore di poter accedere all'organo da trattare durante il posizionamento dell'ago. È un sistema costoso e non trasportabile e necessita dell'uso di dispositivi compatibili, comunque già commercialmente disponibili. Con la RM si ha una sensibilità maggiore nella rilevazione di lesioni tumorali e una migliore accuratezza nella valutazione del danno termico durante e dopo il trattamento e quindi nella definizione dei margini della lesione. Le immagini RM acquisite dopo il trattamento mostrano la zona di ablazione come un'area poco contrastata, con o senza bordo di contrasto. Se il bordo appare simmetrico e uniforme significa che l'organismo ha risposto in maniera positiva al danno termico; se invece i bordi appaiono irregolari, vuol dire che sono presenti residui tumorali ai margini della regione trattata.

## Applicazioni
Attualmente il trattamento con termoterapia laser interstiziale trova applicazione principalmente nelle patologie tumorali del fegato, quali carcinoma epatocellulare e metastasi, e della tiroide (struma, tumore della tiroide).
La tecnica di termoablazione laser percutanea è stata inizialmente proposta, a partire dagli anni '90, per il trattamento delle lesioni tumorali del fegato, laddove la resezione chirurgica non è praticabile. Numerosi studi sperimentali e clinici hanno confermato la validità e l'efficacia della tecnica, per cui il suo utilizzo è stato successivamente esteso ad altri organi, quali il polmone, il pancreas, il rene, la prostata. 
A partire dagli anni 2000 l'applicazione della termoablazione interstiziale laser riguarda il trattamento dei noduli benigni della tiroide.